# Comté de Flagstaff
Pour les articles homonymes, voir Flagstaff.
Le comté de Flagstaff (anglais : Flagstaff County) est un district municipal de 3 244 habitants en 2011, situé dans la province d'Alberta, au Canada.

## Communautés et localités
Bourgs
- Daysland
- Hardisty
- Killam
- Sedgewick

Villages
- Alliance
- Forestburg
- Galahad
- Heisler
- Lougheed
- Strome

Localités
- Battle Bend
- Bellshill
- Berkinshaw
- Bonlea
- Lorraine
- Woodglen

## Démographie
| 2001  | 2006  | 2011  | 2016  |
| ----- | ----- | ----- | ----- |
| 3 692 | 3 506 | 3 591 | 3 738 |